# Rotuma (geslacht)
Rotuma is een monotypisch geslacht van straalvinnige vissen uit de familie van grondels (Xenisthmidae).

## Soort
- Rotuma lewisi Springer, 1988